# Колыванов, Игорь Владимирович
И́горь Влади́мирович Колыва́нов (род. 6 марта 1968, Москва) — советский и российский футболист, выступавший на позиции нападающего, позже российский тренер. Мастер спорта СССР международного класса (1990). Заслуженный тренер России (2006).
Как игрок известен по выступлениям за московское «Динамо» в чемпионате СССР, в 1991 году уехал в Италию, где выступал за клубы «Фоджа» и «Болонья» в течение 10 лет. Выступал за сборные СССР, СНГ и России. Карьеру игрока досрочно завершил в 2001 году из-за проблем со здоровьем.
Руководил юношеской сборной России, которая в 2006 году стала чемпионами Европы по футболу для юношей до 17 лет; с этой же группой игроков работал как главный тренер сборных до 19 и до 21 года. Позже был тренером «Уфы», московского «Торпедо», ереванского «Арарата» и ивановского «Текстильщика».

## Карьера игрока

### Ранние годы
Игорь Колыванов родился 6 марта 1968 года в Москве. Спортом занимался с детства: в пять лет родители его отвели в бассейн, где он занимался плаванием полтора года «для здоровья»; во дворе играл в футбол, хоккей и пинг-понг. Футболом занялся в возрасте 9 лет: первым тренером стал Виктор Борисович Абаев, принявший Колыванова в группу ребят 1967 года рождения (несмотря на то, что Игорь был на год моложе). Выступал на юношеских первенствах Москвы, в возрасте 14 лет был приглашён в юношеские сборные Москвы и СССР. По собственному признанию, в детстве Игорь болел за футбольное киевское «Динамо», а в хоккее предпочтение отдавал московскому «Спартаку».
До восьмого класса Игорь занимался в СДЮШОР Советского района города Москвы в 1976—1982 годах, играя за команду «Советский район». В дальнейшем тренировался под руководством Игоря Александровича Швыкова и его помощника Евгения Владимировича Лапкова, которые работали над техникой, ударом и обводкой. В 1983—1985 годах занимался в ЭШВСМ (футбольная школа молодёжи), тренировался под руководством Алексея Блинкова. В составе команды ФШМ выиграл первенство спортивных интернатов, а потом попал в дубль московского «Спартака», где отыграл один год.

### «Динамо» Москва
После победы на первенстве интернатов Колыванов переговорил по телефону с работавшим тогда в московском «Динамо» Михаилом Гершковичем, который сообщил, что Эдуард Малофеев собирает игроков для «Динамо» с перспективой бороться за чемпионский титул. Колыванов согласился и перешёл в клуб, где выступали также и его друзья по молодёжной сборной — Игорь Добровольский, Сергей Кирьяков, Андрей Кобелев. По словам Колыванова, Малофеев дал сразу знать игрокам, что их успехи в футболе будут зависеть только от них самих и что им нужно работать в соответствии с требованиями, чтобы рассчитывать на его помощь. Колыванов выкладывался по максимуму, чтобы закрепиться в составе команды, однако в первом же матче за дубль «Динамо» получил травму. Играя в манеже, он вышел на 20-й минуте, неудачно пошёл в обводку, убрав мяч под себя, и сломал лодыжку в опорной ноге. Спустя два месяца Игорь возобновил тренировки.
В 1986 году с командой он стал серебряным призёром чемпионата страны, уступив в очном споре золотые медали киевскому «Динамо». В первом матче в Москве была зафиксирована ничья 1:1, причём тогда Колыванов не реализовал голевой момент: Игорь Добровольский прокинул мяч Колыванову между двух защитников, и он вышел один на один с вратарём, однако удар Колыванова оказался неудачным, и Виктор Чанов парировал этот мяч. Москвичи, ведя 1:0, пропустили за 15 минут до конца гол в исполнении Василия Раца. В ответном матче судивший игру Александр Хохряков назначил пенальти против москвичей (в Москве он не назначил пенальти в ворота киевских «динамовцев» за явное нарушение) и киевляне к 36-й минуте вели 2:0. Колыванов на 56-й минуте забил один гол и сократил разрыв в счёте, однако команде не удалось свести матч даже к ничьей, которая позволила бы им выиграть чемпионат. По мнению Колыванова, именно его промах в первом матче лишил московское «Динамо» золотых медалей чемпионата СССР. Комментируя в 2017 году неудачу москвичей, Колыванов сказал, что нет смысла «ворошить прошлое» и пытаться искать причину неудачи московского «Динамо» в предвзятом судействе.
Игра «Динамо» в следующих сезонах была посредственной и команде пришлось сменить тренера. Сначала таковым стал Анатолий Бышовец, а позже — Валерий Газзаев, с которым команда попала в Кубок УЕФА. Колыванов говорил, что Газзаев предоставил полную свободу действий нападающим в атаке, позволив им взять игру на себя: сам Газзаев был ярым приверженцем атакующего футбола, порой ставя в стартовый состав до четырёх нападающих, среди которых был и Колыванов. 20 октября 1990 года в заключительном матче чемпионата СССР против волгоградского «Ротора» именно гол Колыванова принёс «динамовцам» бронзовые медали чемпионата СССР. В 1991 году Колыванов стал лучшим бомбардиром чемпионата СССР, забив 18 мячей, а также завоевал приз лучшего футболиста года в СССР по итогам опроса еженедельника «Футбол». Всего за московскую команду он провёл шесть сезонов. По словам Игоря, иногда он проводил на сборах по 300 дней в году. Вскоре к нему стали проявлять интерес представители зарубежных команд (в том числе из Англии и Испании): 23 мая 1991 года в матче за сборную СССР против Аргентины (1:1) на стадионе «Олд Траффорд» Колыванов забил гол, сравняв счёт, после чего Алекс Фергюсон предложил игроку перейти в «Манчестер Юнайтед», однако переговоры руководства клубов ни к чему не привели. Тем не менее игра Колыванова позволила ему перейти в итальянский клуб «Фоджа»: по словам Колыванова, в Италии тогда играли большинство суперзвёзд мирового футбола, в том числе Лотар Маттеус, Марко ван Бастен и Франк Райкаард. Стоимость перехода составила 3,5 млн долларов США: Колыванов стал третьим игроком «Динамо» после Игоря Добровольского и Александра Бородюка, уехавшим за границу.
Последнюю игру за «динамовцев» Колыванов провёл 5 октября 1991 года против днепропетровского «Днепра» (6:2), забив пять мячей и став шестым в истории чемпионатов СССР игроком, который оформлял пента-трик. Свой пятый мяч Колыванов забил на 84-й минуте, сделав счёт 6:1 в пользу москвичей, и тут же его заменил Валерий Газзаев. По словам Газзаева, он хотел, чтобы Колыванов услышал аплодисменты от московских болельщиков в свой адрес, поскольку по окончании сезона он должен был отправиться в расположение «Фоджи».

### «Фоджа»
В «Фодже» Колыванов дебютировал в сезоне 1991/1992 на позиции атакующего полузащитника. Изначально он не вписывался в игру, которую настраивал Зденек Земан, являвшийся фанатом физической подготовки и дававший игрокам крайне большие нагрузки. В том сезоне основной состав «Фоджи» проводил по четвергам матчи против своей юношеской команды, и Колыванов успевал отличиться в подобных встречах по несколько раз за тайм. Однако в матчах Серии А Земан выпускал его редко на поле, к удивлению журналистов. Сам же сезон в «Фодже» для Колыванова начался с травмы, полученной в игре за сборную СССР против Кипра (повреждение колена): Игорь приехал в команду в ноябре, лечился до конца декабря и стал играть с начала января. Первый гол за «Фоджу» Колыванов забил в своём третьем матче, который проходил дома против «Торино»: при счёте 0:1 в пользу «Торино» примерно за 15 минут до конца матча Колыванов обыграл в штрафной защитника и с разворота отправил мяч в дальний угол. В дальнейшем Игорь стал постоянным игроком основного состава команды. Благодаря женщине, которая очень хорошо владела русским, Колыванов за год выучил итальянский язык, начав давать первые интервью на итальянском уже спустя полгода после перехода в «Фоджу». В то же время по ходу этого сезона у Колыванова была диагностирована позвоночная грыжа, которую пришлось вырезать: преодолеть последствия и вернуться в строй Колыванову помог специалист по мануальной терапии из Римини. По итогам сезона 1991/1992 в 15 играх он забил три гола.
Перед началом сезона 1992/1993 почти все игроки, выступавшие в прошлом сезоне за «Фоджу», покинули клуб, после чего в команде остались только Франческо Манчини, Дан Петреску и Колыванов. Тем не менее команда уверенно прошла весь сезон, а Колыванов постоянно выходил в основном составе, забив пять мячей, хотя команда закончила сезон на 12-м месте. В сезоне 1993/1994 Колыванов забил шесть голов: к тому моменту он уже стал популярным у местных болельщиков, которые просили у Игоря автограф даже в кафе. Сезон 1994/1995 для Колыванова начинался удачно, когда он забил три мяча в первых четырёх играх, а представлявший интересы игрока Резо Чохонелидзе начал вести переговоры с «Интером» о трансфере игрока. Сделка сорвалась в самый неожиданный момент: из-за полученной во время матча 12 октября 1994 года сборной России против Сан-Марино травмы Колыванов надолго выбыл из строя. О несостоявшемся переходе Колыванов сожалел вплоть до конца карьеры, а «Фоджа» лишилась Колыванова почти до конца сезона. В строй Колыванов вернулся в апреле 1995 года после операции в американской клинике Колорадо, куда ему посоветовал ехать Никола Берти. Игорь вернулся за шесть туров до конца турнира, однако «Фоджа», уверенно выступавшая в первом круге, к тому моменту резко сдала и заняла 16-е место, вылетев в Серию Б.
После выбывания «Фоджи» в Серию Б президент клуба настоял на том, чтобы Колыванов остался в команде и помог ей вернуться в Серию А. Колыванов был капитаном команды. По словам Игоря, в Серии Б футбол оказался гораздо жёстче по сравнению с Серией А: в матчах за ним постоянно закрепляли двух противников, не отпускавших его ни на шаг. Команде в итоге не удалось вернуться в Серию А. По окончании сезона 1995/1996 Колыванов получил ряд предложений от нескольких клубов (в том числе и из Испании), но выбрал «Болонью», где хорошо знал её второго тренера Серджо Бузо, ранее трудившегося в «Фодже».

### «Болонья»
В 1996 году новичок Серии А «Болонья» приобрела Колыванова в аренду на три года с правом выкупа по истечении срока: Колыванов стал первым в истории этого клуба игроком из бывшего СССР. В сезоне 1996/1997 с 11 мячами он стал лучшим бомбардиром, опередив Кеннета Андерссона. В сезоне 1997/1998 Колыванов забил 9 мячей, а его напарником стал знаменитый Роберто Баджо, который забил 20 голов. «Болонья» лучше всех выступила во втором круге, проиграв только последний матч «Ювентусу», и получила путёвку в Кубок УЕФА. В команде Колыванов играл также со своим бывшим одноклубником по «Фодже» Джузеппе Синьори. В сезоне 1998/1999 команду возглавил Карло Маццоне: в этом сезоне Колыванов забил всего 7 голов. Колыванов с «Болоньей» дошёл до полуфинала Кубка Италии, а также вышел в полуфинал Кубка УЕФА 1999 года, когда итальянская команда, ведя дома 1:0 в ответном матче против «Марселя» (первый завершился 0:0), пропустила с пенальти гол в конце матча и осталась без финала.

### Вынужденное завершение карьеры
В августе 1999 года Колыванов на сборах, которые начались две недели тому назад, стал испытывать небольшую боль в спине. Спустя несколько дней в одном из товарищеских матчей он получил серьёзную травму, когда с разворота пробил левой ногой и ощутил небольшой щелчок внизу позвоночника. В перерыве Колыванов, сев на скамейку, почувствовал острую боль в позвоночнике, после чего более не тренировался. В течение 10 дней врачи делали игроку инъекции кортизона, но боль не проходила, а спустя три дня Колыванов больше не мог сидеть и ел только стоя. Со сборов его отправили в больницу Болоньи, где врачи установили, что корешок позвонка сильно задевал нерв, что и вызывало страшные боли. У Игоря тем временем начала неметь правая половина тела, и он не мог шевелить пальцами ног, а при попытке наклониться мог повернуться только влево. Срочно была назначена операция, которая длилась около трёх часов под руководством профессора Джанини. Реабилитация длилась около полугода, а играть в команде Колыванов начал только в марте. Он почувствовал, что потерял скорость, несмотря на упорные тренировки: в сезоне 1999/2000 он сыграл всего четыре матча.
Главный тренер команды Франческо Гвидолин дал знать Колыванову, что не рассчитывает на него и не намерен ставить в стартовый состав. В связи с этим Колыванов захотел уйти в аренду в любой клуб, выразив готовность играть даже в Саудовской Аравии: по рекомендации Роберто Донадони Колыванов отправился на просмотр в саудовский клуб «Аль-Ахли», выступив в тренировочном матче и забив три гола («Аль-Ахли» победил со счётом 5:2). Также к Колыванову обращалась «Перуджа», предлагавшая ему переход до конца сезона на условиях, которые Колыванов отклонил. Однако в итоге ни один из вариантов с арендой не был реализован, и Колыванов остался в «Болонье»: в сезоне 2000/01 он вышел только один раз на поле в матче 31-го тура против «Ювентуса», заменив на 90-й минуте Томаса Локателли (поражение 1:4). В октябре 2000 года он травмировал левую ногу (надрыв передней мышцы бедра) и вынужден был снова отправиться на лечение ещё на два-три месяца.
Проблемы Колыванова со здоровьем не пропадали: у него вскоре усилились боли в правом голеностопе. Колыванов не мог даже отдать мяч «щекой», поскольку боль доставала, по его словам, до самого уха. В течение семи месяцев он не мог даже ходить без применения обезболивающих: у него началась парализация правой ноги. Летом 2001 года контракт с «Болоньей» закончился, и Колыванов принял решение завершить карьеру игрока, чтобы не рисковать здоровьем. В январе 2002 года он перенёс операцию в Германии, однако облегчения это ему не принесло, а в Москве Колыванову сказали, что велик риск ампутации. Только в октябре 2002 года в Италии профессор Меркури сумел поставить правильный диагноз и выявить причину болей в голеностопе. Как оказалось, у Колыванова была диагностирована остеома — редкий вид опухоли, возникающий у игроков до 21 года. Это была доброкачественная опухоль размером с зерно риса, и её не удавалось обнаружить ни на одном из предыдущих рентгеновских снимков, поскольку они не были сделаны под конкретным углом. Операция по удалению опухоли, которая длилась полтора часа, помогла избежать Колыванову худших последствий, однако поскольку он пропустил слишком много времени и был не в состоянии вернуть былую форму, возобновлять карьеру он не решился.

### Карьера в сборных
В возрасте 14 лет Колыванов был впервые вызван в юношеские сборные Москвы и СССР. Будучи членом молодёжной сборной, Колыванов привлекался и в основную команду страны, за которую первый матч сыграл 23 августа 1989 года против сборной Польши, выйдя во втором тайме (ничья 1:1). В составе молодёжной сборной, которой руководил Владимир Радионов, в 1990 году стал чемпионом Европы: в финале советские футболисты дважды победили сборную Югославии со счётом 3:0 дома и 4:2 на выезде. Также Колыванов стал лучшим бомбардиром турнира, забив 9 мячей в 7 встречах. Для Игоря, по его словам, эта победа стала одним из лучших воспоминаний за всю игровую карьеру. В начале того же года Валерий Лобановский вызвал Игоря Колыванова на сборы, которые проходили в Италии и США в канун чемпионата мира. Однако на тренировке в манеже Игорь получил травму — надрыв поверхности икроножной мышцы левой ноги. Лечение длилось полтора месяца, и гипс сняли в мае, когда игроки собрались на очередной сбор. В связи с этим Колыванов пропустил чемпионат мира в Италии.
В сборную Колыванов вернулся уже при Анатолии Бышовце: команда вышла на чемпионат Европы 1992 года, опередив Италию и Норвегию, но выступала на турнире не как сборная СССР, а как сборная СНГ. Колыванов был в заявке сборной на турнир, однако из-за того, что в предыдущих встречах он получил серьёзный ушиб левого колена, которое сильно распухло, он пропустил третий матч группового этапа против Шотландии, в котором сборная СНГ уступила 0:3, не сумев выйти из группы. Он говорил, что смотреть матч с Шотландией для него было «пыткой». Он участвовал в отборочном цикле к чемпионату мира 1994 года, куда сборная России квалифицировалась, однако не сыграл на турнире: причиной стала поставленная им подпись под «Письмом четырнадцати», в котором игроки требовали от РФС изменить условия оснащения сборной и отправить в отставку тренера сборной Павла Садырина, назначив вместо него Анатолия Бышовца. В январе 1994 года Колыванов сказал, что хочет играть в сборной, но только на заявленных в письме условиях. В 2021 году он выразил сожаление по поводу письма, сказав, что подписал его «по глупости», поскольку у самого Колыванова были очень хорошие отношения с Садыриным, а также признал, что команде достаточно было просто спокойно всё обсудить с РФС.
12 октября 1994 года в день матча сборных России и Сан-Марино, который проходил в рамках отбора на чемпионат Европы в Англии, должны были начаться переговоры о переходе Колыванова в «Интер». Хотя российская сборная победила 4:0, а один из голов забил как раз Колыванов на 64-й минуте со штрафного, на последней минуте встречи Колыванов, отдавая пас, неудачно поставил правую ногу и получил разрыв крестообразной связки. Из-за этой травмы у Колыванова сорвались переговоры с «Интером», о чём он сожалел вплоть до конца карьеры, а последующая реабилитация затянулась на пять с половиной месяцев. В самом отборочном цикле он забил пять голов, став лучшим бомбардиром сборной, но в финальном чемпионата Европы не отметился результативными действиями: россияне проиграли Италии 1:2 и Германии 0:3, сыграв с Чехией вничью 3:3. Он отыграл полностью оба первых матча и первый тайм третьего. Тренировавший сборную Олег Романцев сделал в нападении ставку именно на Колыванова, которая себя не оправдала: Колыванов оказался неподходящим на роль таранного форварда. Сам Колыванов уходил после матча против Италии в слезах, утверждая, что против Италии невозможно играть с одним нападающим.
18 августа 1997 года Колыванов принял участие в неофициальном матче за сборную России против сборной мира, приуроченном к 100-летию российского футбола (россияне уступили 0:2). Параллельно он участвовал в матчах отборочного цикла к чемпионату мира 1998 года, однако сборная не сумела попасть в финальный этап, пропустив в квалификационной группе вперёд Болгарию и проиграв в стыковых матчах Италии. Одним из ключевых матчей стал матч 10 сентября 1997 года в Софии, когда россияне проиграли болгарам 0:1 при неадекватном судействе чеха Вацлава Крондла, не назначившего несколько пенальти в ворота болгар. По словам Колыванова, его дважды роняли в штрафной площади болгары, причём во втором тайме при счёте 0:0, когда он пробросил мяч после прорыва в штрафную, в него прыгнули с двух ног, однако судья проигнорировал этот момент. В гостевом стыковом матче против Италии Колыванов выступал в нападении в связке с Сергеем Юраном, однако плотные оборонительные порядки итальянской сборной, игравшей с пятью защитниками, взломать не смог. Россияне пропустили единственный гол от Пьерлуиджи Казираги, но к концу матча даже не предприняли попыток последнего штурма из-за усталости и измотанности. Проиграв 0:1, они потерпели поражение по сумме двух встреч, оставшись без чемпионата мира. Колыванов очень сильно переживал это поражение, утверждая, что лишился последнего шанса сыграть на чемпионатах мира.
Последнюю игру Колыванов провёл 5 сентября 1998 года против Украины в рамках отбора на чемпионат Европы 2000 года, будучи при этом капитаном команды. Всего он сыграл 59 матчей за сборные СССР, СНГ и России, забив в этих встречах 15 голов. Колыванов говорил, что игроки его поколения тренировались на полях ужасного качества, используя одну пару бутс на весь сезон и крайне некачественные мячи, но при этом добились успехов и не выбывали надолго из-за многочисленных травм: при этом он признавал, что его поколение не воспользовалось своими шансами, чтобы успешно выступить за сборную на чемпионатах Европы и мира.

## Стиль игры
По воспоминаниям Игоря Александровича Швыкова, изначально Колыванов был небольшого роста и слабым по телосложению, однако отличался дисциплинированностью и исполнительностью, выполняя все тренерские указания. За счёт техники и хитрости исполнения разных приёмов он умел справляться с мячом там, где его теряли другие. Сам Колыванов говорил, что изначально играл и в нападении, и в полузащите, поскольку хотел «забивать и побеждать», но в «Фодже» он начал также активно отрабатывать сзади.
Играя за «Фоджу», придерживавшуюся расстановки 4-3-3, он постоянно получал конкретное задание от тренера: сделать то или иное действие на левом фланге, совершить прострел или ворваться в штрафную. Небольшая результативность в «Фодже» объяснялась тем, что Колыванов не играл на позиции чистого нападающего: помимо голов и голевых передач, ему необходимо было также возвращаться регулярно в оборону и помогать защитникам. В «Болонье» Колыванов уже играл по другой схеме (4-4-2 или 3-5-2), выступая больше в нападении, но при этом помогал в обороне при необходимости. Своим козырем Колыванов считал игру обеими ногами, своим серьёзным недостатком — неумение играть головой. Также, по своим словам, он умудрился три раза подряд не забить пенальти, выступая за московское «Динамо».

## Тренерская карьера

### Юношеские и молодёжные сборные
Отказавшись от идеи заняться бизнесом, Колыванов рассчитывал начать тренерскую работу как клубный тренер. Ему предлагали изначально стать тренером команды юношей 1988 года рождения, однако это предложение было сделано в то время, когда он ещё не перенёс операцию по удалению остеомы. Позже, в 2003 году, Колыванов переговорил с Вячеславом Колосковым и Александром Тукмановым, приняв предложение поработать на посту помощника Юрия Смирнова, тренера юношеской сборной России (1984 г.р.). В 2003 году Колыванов принял приглашение Российского футбольного союза возглавить юношескую сборную (игроки не старше 17 лет), которую в 2006 году привёл к победе на юношеском чемпионате Европы, проходившем в Люксембурге. Во многом успех той сборной состоялся благодаря работе Колыванова и его помощника Вадима Никонова.
На пути к золотым медалям россияне обыграли в первом квалификационном раунде Армению (4:0) и Израиль (1:0), сыграв вничью с Азербайджаном (1:1) и заняв первое место в группе. Во втором квалификационном («элитном») раунде россияне победили Болгарию (5:0), сыграли вничью с Италией (0:0) и обыграли Англию (2:1), заняв первое место, которое и давало выход в финальный этап чемпионата Европы. На групповом этапе россияне победили Венгрию в первом туре (1:0), проиграли Испании во втором (0:3) и победили хозяев чемпионата из Люксембурга (2:0), заняв второе место в группе и попав в полуфинал. В полуфинале россияне благодаря единственному голу Александра Прудникова обыграли Германию, а в финале 14 мая 2006 года встретились с командой Чехии: основное время матча завершилось со счётом 2:2 (россияне дважды выходили вперёд, но чехи оба раза отыгрывались), а в серии пенальти Россия победила со счётом 5:3.
После победы Колыванов неоднократно говорил, что его подопечные — «будущее российского футбола», которые попадут в основу российской сборной, если будут выкладываться по максимуму, однако никто из них так и не дебютировал в сборной России, в дальнейшем показывая посредственную игру. Колыванов продолжал руководить командой 1989 г.р., которая стала уже сборной U-19, и только 20 ноября 2008 года возглавил молодёжную сборную России U-21, костяк которой составляли как раз победители чемпионата Европы U-17 2006 года. Со сборной он должен был пробиться на молодёжный чемпионат Европы 2011 года и там побороться за попадание в Топ-3, чтобы получить право сыграть на Олимпиаде в Лондоне. Также он участвовал в Кубке Содружества 2010 года, руководя молодёжной сборной, в состав которой входили преимущественно дублёры клубов российской Премьер-Лиги (команда выступала вне конкурса и в плей-офф не выступала).

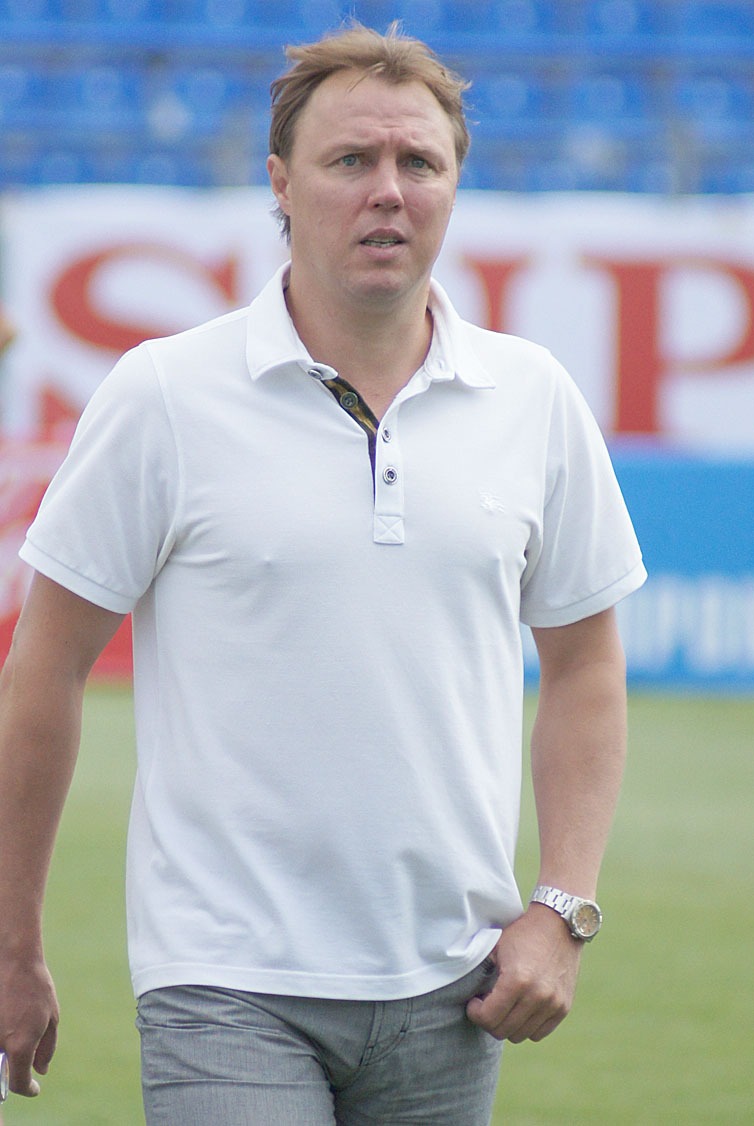
2010 год

Однако россияне не смогли пробиться на молодёжный чемпионат Европы. Борясь с Румынией за выход в стыковые матчи, в которых определялись семь участников Евро, в гостях сборная России проиграла со счётом 0:3, а ответную домашнюю игру свела вничью 0:0, прекратив дальнейшую борьбу. Выбыванию способствовали также сенсационное поражение в отборочном цикле 10 июня 2009 года от Фарерских островов 0:1, когда россияне пропустили гол уже на первой минуте встречи, и провальная игра сборной на ежегодном молодёжном турнире во французском Тулоне в 2010 году, когда после поражения от чилийцев 0:5 заменённый капитан сборной Павел Мамаев бросил на газон капитанскую повязку. 15 сентября 2010 года Колыванов был уволен со своего поста.
Кроме того, в январе 2010 года возглавлял сборную клубов России на Кубке чемпионов Содружества.

### «Уфа»
21 мая 2012 Колыванов был назначен главным тренером клуба «Уфа». При этом после чемпионата Европы Российский футбольный союз предлагал Колыванову войти в тренерский штаб сборной России, поскольку новым тренером стал итальянец Фабио Капелло, но Колыванов отказался от предложения РФС, поскольку хотел поработать именно главным тренером. В сезоне ФНЛ 2012/2013 команда Колыванова заняла 6-е место, а в следующем сезоне ФНЛ 2013/2014 заняла 4-е место и в стыковых матчах за выход в Премьер-лигу победила «Томь» (5:1, 1:3), выйдя в Премьер-Лигу. Работая с «Уфой», Колыванов придерживался расстановки 4-3-3 с акцентом на атаку, считая, что строгая игра от обороны с пятью защитниками ему не импонирует.
Первый сезон в Премьер-Лиге его команда прошла относительно стабильно, заняв итоговое 12-е место. Второй сезон «Уфа» начала с выездной ничьи со «Спартаком» (2:2) и шла после пяти туров на 9-м месте в турнирной таблице, однако позже последовала череда неудач. В 12-м туре чемпионата России уфимцы проиграли казанскому «Рубину» со счётом 1:3, потерпев седьмое в этом сезоне поражение и опустившись на 15-е место в турнирной таблице: к тому моменту у них были набраны всего 7 очков (одна победа над «Мордовией» и четыре ничьи). Поражение от казанцев привело к тому, что 21 октября 2015 года Колыванов покинул пост тренера, расторгнув договор с клубом по обоюдному согласию.

### «Торпедо» Москва

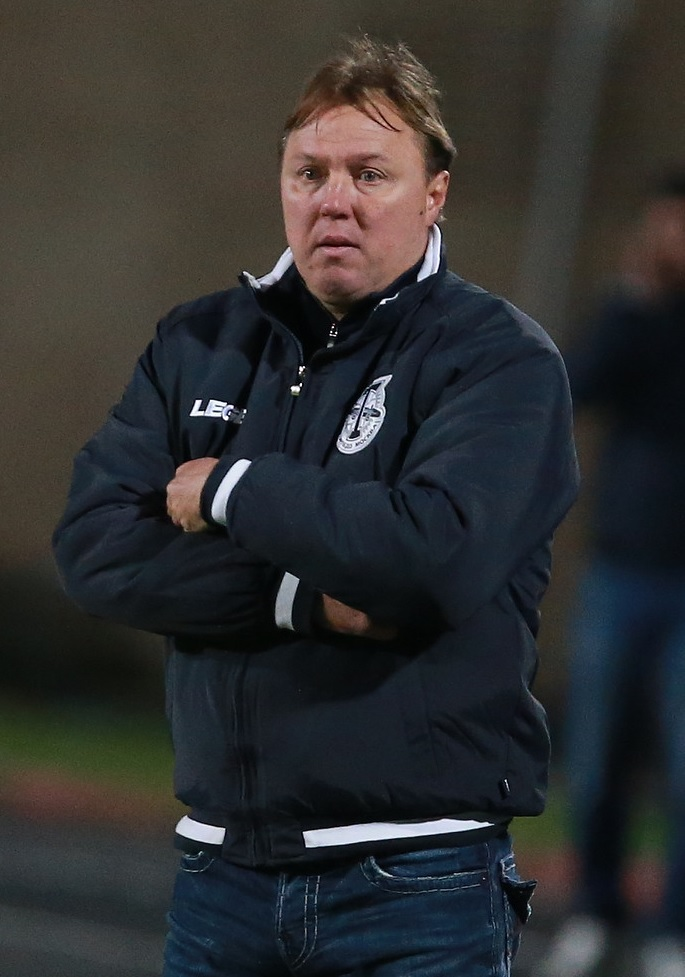
Колыванов в «Торпедо»

1 июня 2017 года Колыванов подписал двухлетний контракт с московским «Торпедо», сменив на этом посту Виктора Булатова. На второй год работы Колыванов смог вывести команду в ФНЛ с первого места в группе «Центр» Первенства ПФЛ, однако 3 июня 2019 года покинул команду в связи с истечением срока контракта. Позже Колыванов говорил, что за полтора-два месяца до финиша в клубе начались проблемы, когда после одного из поражений «сместился баланс». По его мнению, непродление контракта могло быть связано с тем, что у руководства «Торпедо» могли быть совсем другие виды на будущее.

### «Арарат» Ереван
6 января 2020 года ереванский «Арарат» объявил о назначении Колыванова на пост главного тренера команды. Работа Колыванова выпала на период пандемии COVID-19, из-за которой был приостановлен чемпионат Армении: в апреле появились слухи об отставке Колыванова и недоверии ему со стороны клуба, которые были опровергнуты. Однако 30 мая того же года Колыванов покинул клуб по истечении контракта, который руководство решило не продлевать: на момент отставки «Арарат» занимал 5-е место в турнирной таблице чемпионата Армении.

### «Текстильщик» Иваново
12 мая 2022 года стало известно, что Колыванов согласовал условия контракта с аутсайдером ФНЛ ивановским «Текстильщиком». Специалист должен возглавить его после окончания сезона 2021/2022. Он подписал контракт с командой, несмотря на её вылет в ФНЛ-2. В июне приступил к своим обязанностям на сборах в подмосковных Бронницах. 28 марта 2024 года, в связи с проблемами личного характера, Колыванов и «Текстильщик» приняли решение о досрочном расторжении трудового договора.

## Достижения

### Игровые
«Динамо» (Москва)
- Серебряный призёр чемпионата СССР: 1986[5]
- Бронзовый призёр чемпионата СССР: 1990[59]

«Болонья»
- Обладатель Кубка Интертото: 1998[4]

Молодёжная сборная СССР
- Чемпион Европы среди молодёжных сборных: 1990[5]

#### Личные
- Лучший бомбардир молодёжного чемпионата Европы 1990 года: 9 голов[13]
- Лучший бомбардир чемпионата СССР 1991 года: 18 голов[5]
- Футболист года в СССР: 1991[5]
- Шестой в истории автор пента-трика в чемпионате СССР (5 октября 1991 года, матч против днепропетровского «Днепра»)[16]
- В списках 33 лучших футболистов сезона в СССР (3 раза)[4]: № 1 — 1991[60]; № 2 — 1989[61], 1990[62]
- Лучший бомбардир клуба «Болонья» 1997 года: 11 голов[5]
- Член клуба Григория Федотова: 117 мячей[10]

### Тренерские
Сборная России (до 17)
- Чемпион Европы среди юношеских сборных до 17 лет: 2006[13]

«Торпедо» (Москва)
- Победитель Первенства ПФЛ: 2018/19 (группа «Центр»)[48]
- Лучший тренер группы «Центр» Первенства ПФЛ: 2018/19 (группа «Центр»)[63]

## Статистика выступлений

### В клубах
Статистика по данным сайтов FootballFacts и Transfermarkt
| Клуб            | Сезон     | Чемпионат | Чемпионат | Кубок | Кубок | Еврокубки | Еврокубки | Всего | Всего |
| Клуб            | Сезон     | Матчи     | Голы      | Матчи | Голы  | Матчи     | Голы      | Матчи | Голы  |
| --------------- | --------- | --------- | --------- | ----- | ----- | --------- | --------- | ----- | ----- |
| СК ФШМ          | 1985      | 2         | 0         | 0     | 0     | 0         | 0         | 2     | 0     |
| Динамо (Москва) | 1986      | 17        | 4         | 1     | 0     | 0         | 0         | 18    | 4     |
| Динамо (Москва) | 1987      | 26        | 2         | 4     | 0     | 2         | 0         | 32    | 2     |
| Динамо (Москва) | 1988      | 26        | 2         | 2     | 0     | 0         | 0         | 28    | 2     |
| Динамо (Москва) | 1989      | 25        | 11        | 3     | 2     | 0         | 0         | 28    | 13    |
| Динамо (Москва) | 1990      | 19        | 5         | 4     | 1     | 0         | 0         | 23    | 6     |
| Динамо (Москва) | 1991      | 27        | 18        | 0     | 0     | 4         | 2         | 31    | 20    |
| Фоджа           | 1991/1992 | 15        | 3         | 0     | 0     | 0         | 0         | 15    | 3     |
| Фоджа           | 1992/1993 | 26        | 5         | 3     | 2     | 0         | 0         | 29    | 7     |
| Фоджа           | 1993/1994 | 25        | 6         | 0     | 0     | 0         | 0         | 25    | 6     |
| Фоджа           | 1994/1995 | 11        | 4         | 2     | 1     | 0         | 0         | 13    | 5     |
| Фоджа           | 1995/1996 | 29        | 4         | 1     | 0     | 0         | 0         | 30    | 4     |
| Болонья         | 1996/1997 | 27        | 11        | 4     | 1     | 0         | 0         | 31    | 12    |
| Болонья         | 1997/1998 | 31        | 9         | 3     | 2     | 0         | 0         | 34    | 11    |
| Болонья         | 1998/1999 | 20        | 6         | 5     | 1     | 12        | 5         | 37    | 12    |
| Болонья         | 1999/2000 | 8         | 0         | 0     | 0     | 0         | 0         | 8     | 0     |
| Болонья         | 2000/2001 | 1         | 0         | 0     | 0     | 0         | 0         | 1     | 0     |

### В сборных
| Матчи Игоря Колыванова за сборную СССР | Матчи Игоря Колыванова за сборную СССР | Матчи Игоря Колыванова за сборную СССР | Матчи Игоря Колыванова за сборную СССР | Матчи Игоря Колыванова за сборную СССР | Матчи Игоря Колыванова за сборную СССР | Матчи Игоря Колыванова за сборную СССР |
| №                                      | Дата                                   | Оппонент                               | Счёт                                   | Голы Колыванова                        | Соревнование                           |                                        |
| -------------------------------------- | -------------------------------------- | -------------------------------------- | -------------------------------------- | -------------------------------------- | -------------------------------------- | -------------------------------------- |
| 1                                      | 23 августа 1989                        | Польша                                 | 1:1                                    | 0                                      | Товарищеский матч                      |                                        |
| 2                                      | 20 февраля 1990                        | Колумбия                               | 0:0 (2:4 пен.)                         | 0                                      | Товарищеский матч                      |                                        |
| 3                                      | 22 февраля 1990                        | Коста-Рика                             | 2:1                                    | 0                                      | Товарищеский матч                      |                                        |
| 4                                      | 24 февраля 1990                        | США                                    | 1:3                                    | 0                                      | Товарищеский матч                      |                                        |
| 5                                      | 29 августа 1990                        | Румыния                                | 1:2                                    | 0                                      | Товарищеский матч                      |                                        |
| 6                                      | 12 сентября 1990                       | Норвегия                               | 2:0                                    | 0                                      | Евро-1992 (отбор)                      |                                        |
| 7                                      | 21 ноября 1990                         | США                                    | 0:0                                    | 0                                      | Товарищеский матч                      |                                        |
| 8                                      | 23 ноября 1990                         | Тринидад и Тобаго                      | 2:0                                    | 0                                      | Товарищеский матч                      |                                        |
| 9                                      | 30 ноября 1990                         | Гватемала                              | 3:0                                    | 1                                      | Товарищеский матч                      |                                        |
| 10                                     | 6 февраля 1991                         | Шотландия                              | 1:0                                    | 0                                      | Товарищеский матч                      |                                        |
| 11                                     | 27 марта 1991                          | Германия                               | 1:2                                    | 0                                      | Товарищеский матч                      |                                        |
| 12                                     | 17 апреля 1991                         | Венгрия                                | 1:0                                    | 0                                      | Евро-1992 (отбор)                      |                                        |
| 13                                     | 21 мая 1991                            | Англия                                 | 1:3                                    | 0                                      | Товарищеский матч                      |                                        |
| 14                                     | 23 мая 1991                            | Аргентина                              | 1:1                                    | 1                                      | Товарищеский матч                      |                                        |
| 15                                     | 29 мая 1991                            | Кипр                                   | 4:0                                    | 0                                      | Евро-1992 (отбор)                      |                                        |
| 16                                     | 28 августа 1991                        | Норвегия                               | 1:0                                    | 0                                      | Евро-1992 (отбор)                      |                                        |
| 17                                     | 25 сентября 1991                       | Венгрия                                | 2:2                                    | 0                                      | Евро-1992 (отбор)                      |                                        |
| 18                                     | 12 октября 1991                        | Италия                                 | 0:0                                    | 0                                      | Евро-1992 (отбор)                      |                                        |
| 19                                     | 13 ноября 1991                         | Кипр                                   | 3:0                                    | 0                                      | Евро-1992 (отбор)                      |                                        |

Итого: 19 матчей (10 побед, 6 ничьих, 3 поражения), 2 гола.
| Матчи Игоря Колыванова за сборную СНГ | Матчи Игоря Колыванова за сборную СНГ | Матчи Игоря Колыванова за сборную СНГ | Матчи Игоря Колыванова за сборную СНГ | Матчи Игоря Колыванова за сборную СНГ | Матчи Игоря Колыванова за сборную СНГ | Матчи Игоря Колыванова за сборную СНГ |
| №                                     | Дата                                  | Оппонент                              | Счёт                                  | Голы Колыванова                       | Соревнование                          |                                       |
| ------------------------------------- | ------------------------------------- | ------------------------------------- | ------------------------------------- | ------------------------------------- | ------------------------------------- | ------------------------------------- |
| 1                                     | 19 февраля 1992                       | Испания                               | 1:1                                   | 0                                     | Товарищеский матч                     |                                       |
| 2                                     | 29 апреля 1992                        | Англия                                | 2:2                                   | 0                                     | Товарищеский матч                     |                                       |
| 3                                     | 3 июня 1992                           | Дания                                 | 1:1                                   | 1                                     | Товарищеский матч                     |                                       |
| 4                                     | 12 июня 1992                          | Германия                              | 1:1                                   | 0                                     | Евро-1992                             |                                       |
| 5                                     | 15 июня 1992                          | Нидерланды                            | 0:0                                   | 0                                     | Евро-1992                             |                                       |

Итого: 5 матчей (5 ничьих), 1 гол.
| Матчи Игоря Колыванова за сборную России | Матчи Игоря Колыванова за сборную России | Матчи Игоря Колыванова за сборную России | Матчи Игоря Колыванова за сборную России | Матчи Игоря Колыванова за сборную России | Матчи Игоря Колыванова за сборную России | Матчи Игоря Колыванова за сборную России |
| №                                        | Дата                                     | Оппонент                                 | Счёт                                     | Голы Колыванова                          | Соревнование                             |                                          |
| ---------------------------------------- | ---------------------------------------- | ---------------------------------------- | ---------------------------------------- | ---------------------------------------- | ---------------------------------------- | ---------------------------------------- |
| 1                                        | 14 октября 1992                          | Исландия                                 | 1:0                                      | 0                                        | ЧМ-1994 (отбор)                          |                                          |
| 2                                        | 14 апреля 1993                           | Люксембург                               | 4:0                                      | 0                                        | ЧМ-1994 (отбор)                          |                                          |
| 3                                        | 28 апреля 1993                           | Венгрия                                  | 3:0                                      | 1                                        | ЧМ-1994 (отбор)                          |                                          |
| 4                                        | 23 мая 1993                              | Греция                                   | 1:1                                      | 0                                        | ЧМ-1994 (отбор)                          |                                          |
| 5                                        | 2 июня 1993                              | Исландия                                 | 1:1                                      | 0                                        | ЧМ-1994 (отбор)                          |                                          |
| 6                                        | 8 сентября 1993                          | Венгрия                                  | 3:1                                      | 0                                        | ЧМ-1994 (отбор)                          |                                          |
| 7                                        | 17 ноября 1993                           | Греция                                   | 0:1                                      | 0                                        | ЧМ-1994 (отбор)                          |                                          |
| 8                                        | 7 сентября 1994                          | Германия                                 | 0:1                                      | 0                                        | Товарищеский матч                        |                                          |
| 9                                        | 12 октября 1994                          | Сан-Марино                               | 4:0                                      | 1                                        | Евро-1996 (отбор)                        |                                          |
| 10                                       | 7 июня 1995                              | Сан-Марино                               | 7:0                                      | 1                                        | Евро-1996 (отбор)                        |                                          |
| 11                                       | 16 августа 1995                          | Финляндия                                | 6:0                                      | 2                                        | Евро-1996 (отбор)                        |                                          |
| 12                                       | 6 сентября 1995                          | Фарерские острова                        | 5:2                                      | 1                                        | Евро-1996 (отбор)                        |                                          |
| 13                                       | 11 октября 1995                          | Греция                                   | 2:1                                      | 0                                        | Евро-1996 (отбор)                        |                                          |
| 14                                       | 27 марта 1996                            | Ирландия                                 | 2:0                                      | 1                                        | Товарищеский матч                        |                                          |
| 15                                       | 24 апреля 1996                           | Бельгия                                  | 0:0                                      | 0                                        | Товарищеский матч                        |                                          |
| 16                                       | 25 мая 1996                              | Катар                                    | 5:2                                      | 1                                        | Товарищеский матч                        |                                          |
| 17                                       | 29 мая 1996                              | ОАЭ                                      | 1:0                                      | 0                                        | Товарищеский матч                        |                                          |
| 18                                       | 2 июня 1996                              | Польша                                   | 2:0                                      | 0                                        | Товарищеский матч                        |                                          |
| 19                                       | 11 июня 1996                             | Италия                                   | 1:2                                      | 0                                        | Евро-1996                                |                                          |
| 20                                       | 16 июня 1996                             | Германия                                 | 0:3                                      | 0                                        | Евро-1996                                |                                          |
| 21                                       | 19 июня 1996                             | Чехия                                    | 3:3                                      | 0                                        | Евро-1996                                |                                          |
| 22                                       | 28 августа 1996                          | Бразилия                                 | 2:2                                      | 0                                        | Товарищеский матч                        |                                          |
| 23                                       | 1 сентября 1996                          | Кипр                                     | 4:0                                      | 1                                        | ЧМ-1998 (отбор)                          |                                          |
| 24                                       | 9 октября 1996                           | Израиль                                  | 1:1                                      | 1                                        | ЧМ-1998 (отбор)                          |                                          |
| 25                                       | 10 ноября 1996                           | Люксембург                               | 4:0                                      | 0                                        | ЧМ-1998 (отбор)                          |                                          |
| 26                                       | 12 марта 1997                            | Югославия                                | 0:0                                      | 0                                        | Товарищеский матч                        |                                          |
| 27                                       | 29 марта 1997                            | Кипр                                     | 1:1                                      | 0                                        | ЧМ-1998 (отбор)                          |                                          |
| 28                                       | 20 августа 1997                          | Югославия                                | 0:1                                      | 0                                        | Товарищеский матч                        |                                          |
| 29                                       | 10 сентября 1997                         | Болгария                                 | 0:1                                      | 0                                        | ЧМ-1998 (отбор)                          |                                          |
| 30                                       | 11 октября 1997                          | Болгария                                 | 4:2                                      | 1                                        | ЧМ-1998 (отбор)                          |                                          |
| 31                                       | 29 октября 1997                          | Италия                                   | 1:1                                      | 0                                        | ЧМ-1998 (отбор)                          |                                          |
| 32                                       | 15 ноября 1997                           | Италия                                   | 0:1                                      | 0                                        | ЧМ-1998 (отбор)                          |                                          |
| 33                                       | 18 февраля 1998                          | Греция                                   | 1:1                                      | 1                                        | Товарищеский матч                        |                                          |
| 34                                       | 25 марта 1998                            | Франция                                  | 1:0                                      | 0                                        | Товарищеский матч                        |                                          |
| 35                                       | 5 сентября 1998                          | Украина                                  | 2:3                                      | 0                                        | Евро-2000                                |                                          |

Итого: 35 матчей (17 побед, 10 ничьих, 8 поражений), 12 голов.
Итого за сборные СССР, СНГ и России: 59 матчей (27 побед, 21 ничья, 11 поражений).

### Тренерская статистика
| Команда               | Начало работы | Окончание работы | Результаты | Результаты | Результаты | Результаты | Результаты | Результаты | Результаты | Результаты |
| Команда               | Начало работы | Окончание работы | И          | В          | Н          | П          | ГЗ         | ГП         | РМ         | В %        |
| --------------------- | ------------- | ---------------- | ---------- | ---------- | ---------- | ---------- | ---------- | ---------- | ---------- | ---------- |
| Уфа                   | 21 мая 2012   | 21 октября 2015  | 120        | 44         | 33         | 43         | 133        | 136        | −3         | 036,67     |
| Торпедо (Москва)      | 1 июня 2017   | 3 июня 2019      | 58         | 35         | 14         | 9          | 100        | 42         | +58        | 060,34     |
| Арарат (Ереван)       | 6 января 2020 | 31 мая 2020      | 4          | 1          | 1          | 2          | 2          | 5          | −3         | 025,00     |
| Текстильщик (Иваново) | 16 июля 2022  | 28 марта 2024    | 59         | 26         | 19         | 14         | 94         | 55         | +39        | 044,07     |
| Всего                 | Всего         | Всего            | 241        | 106        | 67         | 68         | 329        | 238        | +91        | 043,98     |

## Личная жизнь
Отец — Владимир Колыванов, музыкант, играл на домбре в оркестре имени Осипова и выступал вместе с Зыкиной; дома бывал редко, поскольку часто бывал на гастролях. Мать окончила музыкальную школу по классу фортепиано. Когда Игорю было 14 лет, отец погиб при невыясненных обстоятельствах — милиция не смогла установить, был ли это несчастный случай или убийство. Сам Колыванов в детстве некоторое время учился играть на рояле, пока не осознал, что его призванием станет футбол. Супруга — Мона, дочь обрусевшего выходца из Ирака, который окончил РУДН и работал в Ливии врачом-урологом, а в 1984 году вернулся в Москву; свадьба состоялась 24 ноября 1988 года. Дочь Анна родилась в ноябре 1989 года, окончила Горный институт; внучка Ева 2012 года рождения. Зять — Иван Криштопа, игрок в мотобол в составе команды «Металлург» (Видное) и сборной России, четырежды признавался лучшим игроком Европы. Есть брат-близнец Михаил, который играл в дубле «Динамо», окончил институт физкультуры и работал в одной из спортивных компаний, а позже стал селекционером в футбольной школе.
После завершения карьеры Колыванов начал курить, однако вскоре свёл число выкуриваемых сигарет до одной-двух (в стрессовых ситуациях), а к началу 2019 года окончательно бросил курить. Одним из увлечений Колыванова является рыбалка, которой он занимался как в Италии, так и в России: в России он ловил леща и подлещика, в Италии — белого амура в прудах и форель в горных реках (в 30 км от Болоньи). Посещает классические концерты с семьёй, предпочитает отдыхать в Италии. Испытывает некий страх перед мотоциклами, поскольку во время выступлений в «Болонье» специально снимался в одном рекламном ролике, управляя мопедом, и чуть не попал в аварию, врезавшись в ворота. Во время игр за «Динамо» он часто ходил в театр Ленинского комсомола: у Игоря были очень хорошие отношения с актёрами Александром Абдуловым и Евгением Леоновым, а также администратором Ленкома Владом Светиковым.
С 2009 года в Москве центром образования «Чертаново» проводится ежегодный международный футбольный турнир с участием детей до 10 лет, известный также под названием «Кубок Колыванова».

## Комментарии
1. ↑  Без учёта 10 матчей в дубле[7].
2. ↑  Без учёта 2 матчей в дубле и одного матча Кубка Федерации футбола СССР (один гол)[7].
3. ↑  Без учёта 2 матчей в дубле (3 гола) и трёх матчей Кубка Федерации футбола СССР[7].
4. ↑  Без учёта одного матча Кубка Федерации футбола СССР (один гол)[7].
5. ↑  Без учёта одного матча в дубле[7].
6. ↑  Чемпионат Серии B.
7. ↑  В еврокубках — шесть матчей в Кубке УЕФА и шесть — в Кубке Интертото[64].